# LISP

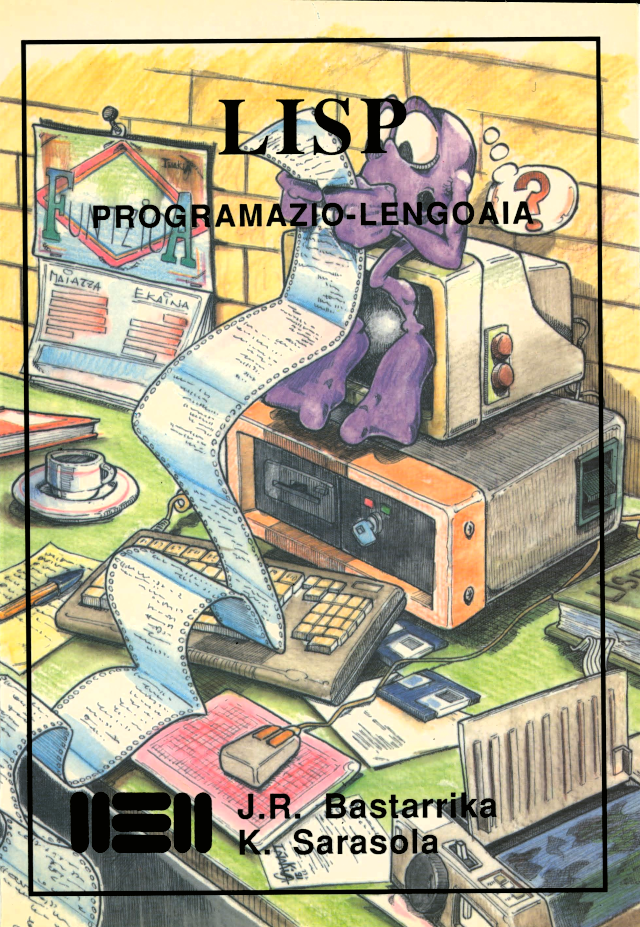
Coperta unei cărți despre limbajul de programare LISP

LISP este un limbaj de programare funcțional cu un lung istoric. Conceput inițial ca un model de calcul (asemănător celui construit de Turing), a devenit limbajul cel mai folosit la crearea aplicațiilor de inteligență artificială în anii de glorie ai acestui domeniu (1970-1980).
Denumirea provine de la LISt Processing.
Specificat inițial în 1958, Lisp este cel de-al doilea ca vechime limbaj de programare de nivel înalt; doar Fortran este mai vechi. Precum Fortran, Lisp s-a schimbat mult față de forma inițială,existând de-a lungul vremii o serie de dialecte. Astăzi, cele mai răspândite dialecte Lisp sunt Common Lisp și Scheme.

## Istoric
A fost inventat de către John McCarthy în 1958 la MIT. Steve Russell a implementat primul Lisp pe un calculator IBM 704.

## Exemple
În Common Lisp:

### Hello, world!
```
 
(
print
 
"Hello world!"
)

```

### Șirul lui Fibonacci
Scurtă funcție care calculează elementul al n-lea din Șirul lui Fibonacci. Această variantă este ineficientă, dar este mai ușor de înțeles.
```
 
(
defun
 
fibo
 
(
n
)

   
(
cond
 
((
=
 
n
 
0
)
 
1
)

         
((
=
 
n
 
1
)
 
1
)

         
(
T
 
(
+
 
(
fibo
 
(
-
 
n
 
1
))
 

               
(
fibo
 
(
-
 
n
 
2
))))))

```

|             | 1955     | 1960     | 1965     | 1970      | 1975              | 1980              | 1985              | 1990              | 1995              | 2000        | 2005        | 2010        | 2015        |            |
| ----------- | -------- | -------- | -------- | --------- | ----------------- | ----------------- | ----------------- | ----------------- | ----------------- | ----------- | ----------- | ----------- | ----------- | ---------- |
| Lisp 1.5    | Lisp 1.5 | Lisp 1.5 | Lisp 1.5 |           |                   |                   |                   |                   |                   |             |             |             |             |            |
| Maclisp     |          |          | Maclisp  | Maclisp   | Maclisp           | Maclisp           | Maclisp           |                   |                   |             |             |             |             |            |
| Interlisp   |          |          |          | Interlisp | Interlisp         | Interlisp         | Interlisp         | Interlisp         |                   |             |             |             |             |            |
| ZetaLisp    |          |          |          |           | Lisp Machine Lisp | Lisp Machine Lisp | Lisp Machine Lisp | Lisp Machine Lisp | Lisp Machine Lisp |             |             |             |             |            |
| Scheme      |          |          |          |           | Scheme            | Scheme            | Scheme            | Scheme            | Scheme            | Scheme      | Scheme      | Scheme      | Scheme      |            |
| NIL         |          |          |          |           | NIL               | NIL               |                   |                   |                   |             |             |             |             |            |
| Common Lisp |          |          |          |           |                   | Common Lisp       | Common Lisp       | Common Lisp       | Common Lisp       | Common Lisp | Common Lisp | Common Lisp | Common Lisp |            |
| T           |          |          |          |           |                   |                   | T                 | T                 | T                 |             |             |             |             |            |
| Emacs Lisp  |          |          |          |           |                   |                   | Emacs Lisp        | Emacs Lisp        | Emacs Lisp        | Emacs Lisp  | Emacs Lisp  | Emacs Lisp  | Emacs Lisp  | Emacs Lisp |
| AutoLISP    |          |          |          |           |                   |                   | AutoLISP          | AutoLISP          | AutoLISP          | AutoLISP    | AutoLISP    | AutoLISP    | AutoLISP    |            |
| ISLISP      |          |          |          |           |                   |                   | ISLISP            | ISLISP            | ISLISP            | ISLISP      | ISLISP      | ISLISP      | ISLISP      |            |
| EuLisp      |          |          |          |           |                   |                   | EuLisp            | EuLisp            | EuLisp            | EuLisp      |             |             |             |            |
| Racket      |          |          |          |           |                   |                   |                   |                   | Racket            | Racket      | Racket      | Racket      | Racket      |            |
| Arc         |          |          |          |           |                   |                   |                   |                   |                   | Arc         | Arc         | Arc         | Arc         |            |
| Clojure     |          |          |          |           |                   |                   |                   |                   |                   |             | Clojure     | Clojure     | Clojure     |            |
| LFE         |          |          |          |           |                   |                   |                   |                   |                   |             | LFE         | LFE         | LFE         |            |
| Hy          |          |          |          |           |                   |                   |                   |                   |                   |             |             | Hy          | Hy          |            |